# Alessio Fasano
Pour les articles homonymes, voir Fasano (homonymie).
Alessio Fasano, né à Salerne le 9 juillet 1956, est un médecin italien, gastroentérologue pédiatrique et chercheur. 
Il est titulaire de la chaire W. Allan Walker de gastroentérologie pédiatrique au Massachusetts General Hospital à Boston. De plus, il est vice-président de la recherche fondamentale, de la recherche translationnelle et de la recherche clinique et chef de division de la gastroentérologie pédiatrique et de la nutrition dans ce même hôpital.

## Formation et parcours
Après des études et une formation en gastroentérologie pédiatrique à l’ Université de Naples, Fasano a rejoint l’Université du Maryland en 1993. En 1996, il a fondé le centre de recherche sur la maladie cœliaque à l’école de médecine de l’Université du Maryland ; le centre a été intégré au Massachusetts General Hospital en 2013. 

### Découverte de la zonuline
En 2000, le Dr Fasano et son équipe de chercheurs, au cours des études pour la mise au point d'un vaccin contre le choléra, ont découvert la zonuline, une protéine précurseur de l'haptoglobine et qui ressemble à l'entérotoxine zonula occludens (Zot) produites par Vibrio cholerae (la bactérie du choléra). La zonuline régule la perméabilité de la muqueuse intestinale. Cette découverte « totalement novatrice » lui vaut une réputation mondiale et a permis de comprendre la physiopathologie non seulement de la maladie cœliaque, mais également d'une série de maladies inflammatoires chroniques (MIC) dont les MICI ou maladies inflammatoires chroniques de l'intestin, telles que la maladie de Crohn et la rectocolite ulcérohémorragique (RCUH), les maladies auto-immunes, y compris le diabète de type 1, la maladie cœliaque, la sclérose en plaques. Toutes ces maladies inflammatoires chroniques sont liées à une surproduction de zonuline, qui entraîne une hyper-perméabilité de l'intestin grêle. On retrouve également une augmentation de zonuline dans l'autisme et les troubles du spectre de l'autisme (TSA). 
En 2003, il a publié les résultats de l’étude épidémiologique qui démontrait que la prévalence de la maladie cœliaque aux États-Unis était beaucoup plus élevée qu’on ne le pensait auparavant. Il s'agit d'une intolérance à la gliadine du gluten et dont la prévalence est d'environ 1% de la population. Elle se caractérise notamment par une atrophie des villosités intestinales au niveau de l'intestin grêle, pour laquelle l'exclusion totale du gluten constitue le seul traitement possible. 
Depuis 2012, à l’Massachusetts General Hospital, en collaboration avec la faculté de médecine de Harvard, il coordonne l’étude multicentrique du microbiome et du métabolome liés à la maladie cœliaque.  
Depuis 2015, le rôle de la zonuline est établi dans la pathogenèse de la maladie cœliaque et du diabète sucré de type 1. Depuis le début des années 2000, le Dr Fasano encourage activement l'étiquetage des aliments sans gluten aux États-Unis et grâce à l'activité de membres de la communauté des patients cœliaques, de travailleurs de la santé et de responsables du Congrès, la loi sur la protection des consommateurs et l'étiquetage des allergènes alimentaires (FALCPA) définit définitivement le statut des aliments «sans gluten».  
Le Dr Fasano dirige une équipe de chercheurs à travers neuf pays et bénéficie de partenariats avec des institutions de recherche dans le monde entier. Il a participé également à une meilleure compréhension du trouble de la sensibilité non-cœliaque au gluten.  

## ÉtudeLeaky Gutand Autoimmune Diseasesde Fasano
Résumé de l'étude publiée en février 2012.
Les maladies auto-immunes sont caractérisées par des dommages aux tissus et la perte de fonction due à une réponse immunitaire qui est dirigée contre des organes spécifiques. Cette étude se concentre sur le rôle de la fonction de la barrière intestinale détériorée dans la pathogenèse des maladies auto-immunes. Avec le tissu lymphoïde associé à l'intestin (GALT) et le réseau neuroendocrinien, la barrière épithéliale intestinale, avec ses jonctions serrées entre les entérocytes, contrôle l'équilibre entre la tolérance et l'immunité contre les antigènes exogènes. La zonuline est le seul modulateur physiologique connu des jonctions serrées (Tight Junctions) intercellulaires qui soit impliqué dans le passage des macromolécules qui influence l'équilibre tolérance/réaction immunitaire. Quand la voie de la zonuline est dérégulée, chez des individus génétiquement prédisposés, des troubles auto-immunes peuvent arriver. Ce nouveau paradigme renverse les théories traditionnelles qui sous-tendent le développement de ces maladies et suggère que ces processus puissent être arrêtés si l'interaction entre les gènes et les déclencheurs environnementaux est empêchée par le rétablissement de la fonction de barrière intestinale zonuline-dépendante. Tant les modèles animaux que les preuves cliniques récentes viennent à l'appui de ce nouveau paradigme et fournissent le raisonnement pour des approches novatrices pour prévenir et traiter les maladies auto-immunes.
Une étude favorable à l’hypothèse du Syndrome de l'intestin perméable (Leaky Gut Syndrom en anglais).

## Prix
- 2018 Expertscape a reconnu le Dr Fasano au 8e rang mondial pour son expertise en matière de maladie cœliaque[6]
- Prix Linus Pauling 2013 de médecine fonctionnelle
- Prix Shwachman 2012
- Prix préclinique de la faculté du conseil étudiant 2011
- Prix Marylander 2011 influent dans le domaine de la santé
- 2010 Arnold Silverman, MD Conférencier en gastroentérologie, hépatologie et nutrition chez l'enfant
- Prix du chercheur de l'année 2009 de l'Université du Maryland
- Prix de l'entrepreneur de l'année 2006 de l'Université du Maryland
- Prix 2006 de la meilleure collaboration université / industrie du Greater Baltimore Committee
- Finaliste 2005 pour le prix des pionniers du directeur des NIH
- Prix de l'innovateur de l'année 2005 de l'État du Maryland

## Livres
- Alessio Fasano, Susie Flaherty: Gluten Freedom , Wiley, 2014,  (ISBN 978-1-118-42310-3)
- Alessio Fasano (éditeur), Riccardo Troncone (éditeur), David Branski (éditeur): Frontiers in Celiac Disease , éditions S. Karger, 2008  (ISBN 978-3-805-58526-2)
- Alessio Fasano. Guide clinique sur les troubles liés au gluten. Paperback , LWW, 2013,  (ISBN 978-1-451-18263-7)
- Alessio Fasano, Geoffrey Holmes, Carlo Catassi , En bref. Maladie coeliaque santé presse, Oxford 2009  (ISBN 9781905832675)
- Alessio Fasano, Senza glutine. La célébrité non si cura, si gestisce , (it)  , Mondadori , 2017  (ISBN 9788804681878)
- Alessio Fasano, Susie Flaherty, Bianca Rocha, Dieta Gluten Sem - Um Guia Essencial Para Uma Vida Saudavel, Madras, (pt)  2015  (ISBN 978-8537009635)